# Consell de Drets Humans de les Nacions Unides

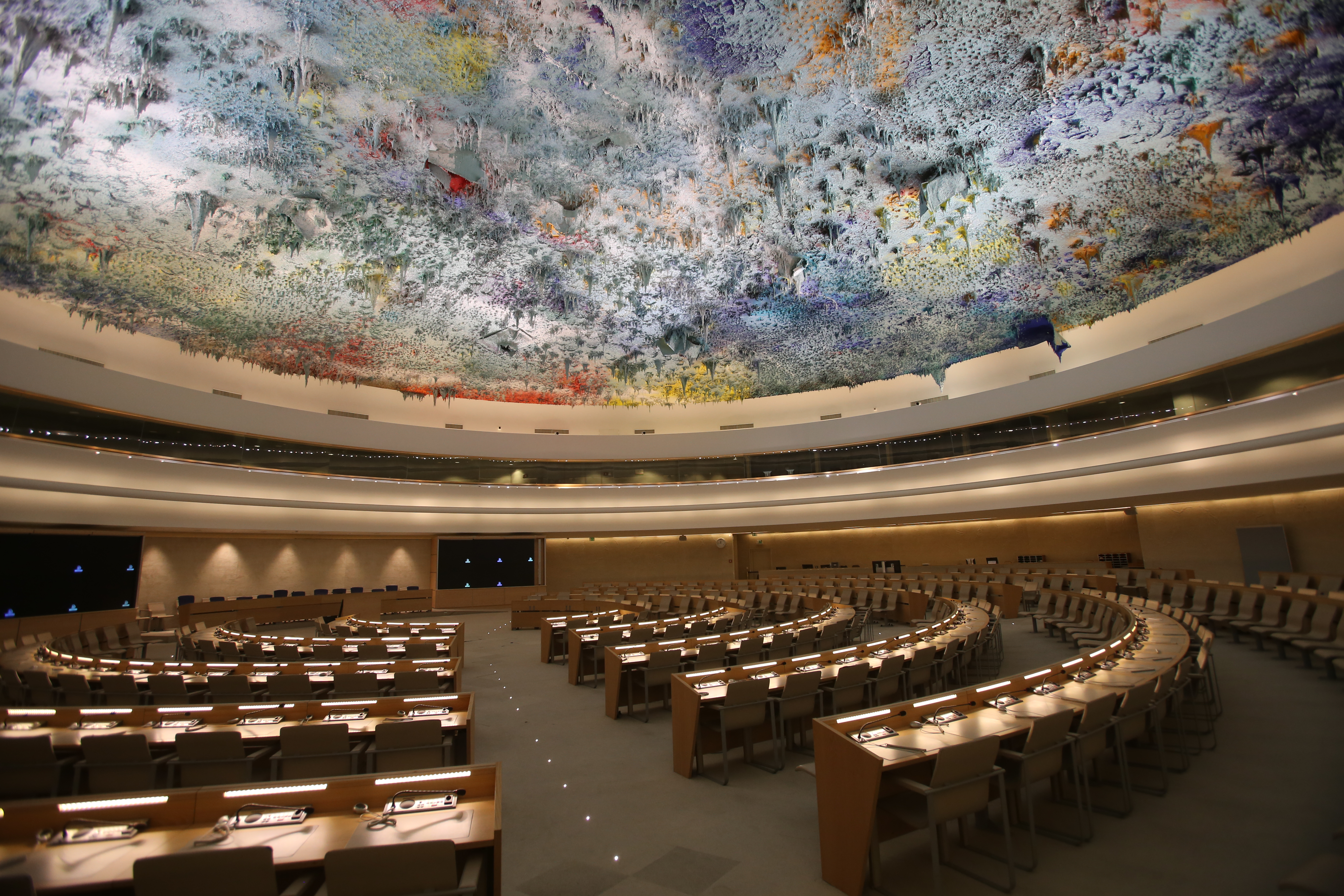
Consell de Drets Humans de les Nacions Unides.

El Consell de Drets Humans de les Nacions Unides és un organisme de les Nacions Unides creat el 15 de març de 2006 en votació de l'Assemblea General amb els vots en contra dels Estats Units, Israel, Palau i les Illes Marshall, i les abstencions de Belarús, Iran i Veneçuela.
L'organisme substitueix a la Comissió de Drets Humans, ja que aquest molt sovint va ser criticat per incloure membres que ni tan sols podia defensar els seus propis pobles contra violacions dels drets humans dels seus propis governs.
Els membres de l'ONU estaven d'acord de donar prioritat als candidats per al Consell a països que promouen el respecte per als Drets Humans. També ha estat l'ambició de la Unió Europea. La realitat dona una imatge completament diferent. Alguns dels membres del Consell són Xina, Rússia, Cuba, Líbia i Aràbia Saudita, països que eren considerats com entre els països més repressius que existeixen segons Freedom House. També eren considerats com a autocràcies per Transparency International, The Economist Intelligence Unit i el seu Índex de democràcia i el projecte per la Democràcia, un consell d'investigadors amb aquest propòsit, l'institut Polity IV.
En 2010 el Consell va decidir que assassinats motivats pel motiu que la víctima era homosexual, no seran compresos dins de la responsabilitat del Consell.

## Composició
Està format per 47 estats, escollits per majoria absoluta a l'Assemblea General. Els seients es distribueixen entre els següents grups regionals de les Nacions Unides: 13 per Àfrica, 13 per Àsia, vuit per a Amèrica Llatina i el Carib i set per Europa Occidental i altres grups, i sis per Europa oriental. Durarien en les seves funcions per tres anys, podent ser reelegits per fins a dos períodes consecutius. Podran ser suspesos un cop elegits si cometen abusos sistemàtics als drets humans. El Consell es reunirà periòdicament durant tot l'any.

## Enfocament unilateral contra Israel
Israel és l'únic país que ha estat condemnat pel Consell. Fins al 24 de gener de 2008, el Consell va condemnar Israel 15 vegades. A l'abril de 2007, el Consell havia pres decisió de nou resolucions condemnant Israel, durant el mateix període que Sudan havia comès genocidi a Darfur, Fidel Castro havia empresonat ciutadans per dissidència, Hugo Chávez havia limitat la llibertat d'expressió a Veneçuela, i Robert Mugabe a més havia comès assassinats polítics. Les úniques Sessions d'Emergències han estat convocades sobre Israel.
El 30 de juny de 2006 el Consell va votar per tenir una discussió sobre crims al·legats contra la humanitat, suposadament comesos per Israel com un esdeveniment únic cada sessió del Consell. És l'única discussió permanent ara obligatòria per a totes les trobades del Consell. El Relator Especial del Consell sobre aquest assumpte és l'únic que té el Consell, sense límit temporal.
La unilateralitat ha estat tan gran que el Secretari General de l'ONU es va pronunciar sobre l'afer el 20 de juny de 2007: "el Secretari General està molt decebut amb la decisió del Consell, per triar un únic assumpte regional per tractar, donada l'extensió en la qual els drets humans són violats al món."